# МТ-С
МТ-С (Индекс ГБТУ — Объект 306) — советский средний многоцелевой транспортёр-тягач.
Разработан в Свердловске в конструкторском бюро Уральского завода транспортного машиностроения. Один из конструкторов — Г. С. Ефимов.
Многоцелевой транспортёр — средний (МТ-С) создавался в первую очередь для ВС СССР, в целях применения как арттягач, транспортёр для снабжения формирований первой линии, как база инженерного вооружения, и другого, для использования в трудной и лишенной дорог местности СССР.

## История создания
К середине 1970-х годов была начата разработка нового многоцелевого транспортёра-тягача на смену устаревшим АТС-59.
В 1981 году машина была принята на вооружение. Серийное производство МТ-С предполагалось наладить на польском заводе строительного оборудования и локомотивов в городе Хшанув. Подготовку к производству и адаптацию лицензионной документации было поручено проводить научно-исследовательскому центру механического оборудования в Гливице. В процессе адаптации потребовалось внесение существенных изменений в базовую конструкцию машины, поэтому для ускорения процесса было создано совместное советско-польское конструкторское бюро. Однако договорные материалы по экспортному производству так и не были подписаны, поэтому после изготовления 18 тягачей МТ-С, производство было прекращено. На территории СССР машина также не состояла в серийном производстве.
11 сентября 1998 года постановлением Правительства Российской Федерации № 1091 МТ-С был официально снят с вооружения Российской армии.

## Описание конструкции
Тягач МТ-С создан на базе шасси самоходной гаубицы 2С3, являющегося развитием конструкции шасси САУ СУ-100П. В передней части машины размещается механик-водитель и ещё три члена расчёта. На крыше машины размещается платформа прикрытая брезентом для перевозки различных грузов. В задней части имеется тяговое оборудование для буксировки вооружения или лёгкой техники. Также в передней части машины возможна установка снегоочистительного или бульдозерного оборудования. Максимальная грузоподъёмность машины составляет 10,2 тонны. В качестве силовой установки используется дефорсированный дизельный двигатель В-46.
На МТ-С установлена гидромеханическая трансмиссия обратимого моторно-трансмиссионого отделения которая допускала возможность размещения её как в передней, так и в задней части корпуса машины, так же был применён еще целый ряд новшеств в мировом машиностроении.

## Машины на базеМТ-С

### СССР
- 9П141 — проект боевой машины РСЗО 9К57 «Ураган» на гусеничной базе

### ПНР
- SPG Kalina — польская серия специальных гусеничных шасси, разработанных на базе МТ-С
  - SPG-1 — специальное гусеничное шасси для польской РЛС NUR-21
  - SPG-1M — специальное гусеничное шасси для польско-немецкого гусеничного минного заградителя SUM Kalina
  - BWP-2000 — польская боевая машина пехоты
  - WPB Anders — лёгкий танк

## Музейные экспонаты
- Польша — военный музей в городе Быдгощ